# Polička
Polička település Csehországban, a Svitavyi járásban. Polička Lubná, Sebranice, Chmelík, Pomezí, Jedlová, Korouhev, Kamenec u Poličky, Květná, Široký Důl és Stašov településekkel határos. Lakosainak száma 8939 fő (2024. január 1.).

## Népesség
A település lakosságának változását az alábbi diagram mutatja:
| Lakosok száma | 5531 | 5691 | 6216 | 6451 | 8972 | 9187 | 8746 | 8748 | 8710 | 8939 |
|               | 1869 | 1890 | 1921 | 1950 | 1980 | 2001 | 2017 | 2019 | 2022 | 2024 |